# Фрай Тормента
Се́рхио Гутье́ррес Бени́тес (исп. Sergio Gutiérrez Benítez; род. 29 мая 1945 года, Сан-Агустин-Мецкититлан, Идальго, Мексика) — мексиканский католический священник, который в течение 23 лет содержал сиротский приют на средства, заработанные им на ринге, выступая в амплуа «лучадор энмаскарадо» (борец в маске). Во время выступлений он надевал жёлто-красную маску и был известен под именем Фрай Тормента (исп. Fray Tormenta, букв. «Преподобный Шторм» или «Монах Шторм»). В 2000-е годы он изредка выступал на ринге, пока окончательно не завершил карьеру в 2011 году, но тем не менее продолжает носить маску на службах в качестве священника. Вехи его незаурядной биографии легли в основу ряда художественных произведений современной массовой культуры, мультсериалов и видеоигр.

## Биография
Серхио Гутьеррес Бенитес родился в семье Хосе Гутьерреса Гарсиа и Эмилии Бенитес 29 мая 1945 года в городе Сан-Агустин Мецкититлан, в мексиканском штате Идальго, он стал шестнадцатым в семье из семнадцати детей. Он решил стать лучадором после просмотра фильмов 1963 года — «El Señor Tormenta» («Мистер Шторм») и «Tormenta En El Ring» («Буря на ринге»), оба фильма рассказывали историю о бедном мексиканском священнике, который поддерживал детей из своего приюта, сражаясь как лучадор по ночам. В 22 года, когда Гутьеррес был наркоманом и алкоголиком, он заинтересовался священством и был введён в орден пиаристов. Его богословская подготовка привела его в Рим, затем в Испанию, где он некоторое время обучался философии и истории в римско-католических университетах в Мексике. Позже он стал светским священником в епархии Тескоко, где он основал приют под названием «La Casa Hogar de los Cachorros de Fray Tormenta», который стал домом для 270 детей. Нуждаясь в деньгах для содержания детей, он стал борцом в маске, известным под именем Фрай Тормента. За время его выступлений он не раскрыл свою личность, позднее объясняя это тем, что никто бы не воспринимал его всерьёз как борца, если бы знали, что он священник.
В 1991 году вышел французский фильм L’Homme au masque d’or («Человек в золотой маске») с Жаном Рено в главной роли, сюжет которого основан на жизни рестлера.
В 2006 году режиссёр Джаред Хесс снял фильм «Суперначо», который также основан на жизни Фрая Торменты. Главную роль в фильме исполнил Джек Блэк.
В 2007 году Фрай Тормента снялся в фильме Padre Tormenta, в котором исполнил роль священника, который надевает маску и выходит на ринг, чтобы заработать денег для приюта, который он содержит.
В настоящее время Фрай Тормента является персонажем комиксов Místico: El Principe de Plata y Oro (в качестве ментора главного героя — Мистико).
Хотя Фрай Тормента и завершил свою карьеру в качестве рестлера, он продолжает работать священником в приюте, и сумел вдохновить одного из детей продолжить легенду Фрая Торменты. Боец в маске, чьё настоящее имя неизвестно, выступает под именем Фрай Тормента-младший (Fray Tormenta Jr). Хотя Фрай Тормента и не выступал активно с 2001 года, 11 января 2011 года он выиграл матч против Bugambilia, Super Crazy, X-Fly, Bestia 666 и Boy Danger, состриг волосы Bugambilia. 3 июля 2011 года Тормента в команде с Эль Пантерой и Соляром победил Блэк Терри, Нэгро Наварро и Скорпио-младшего на фестивале масок. После матча Фрай Тормента заявил, что это был последний матч в его карьере. 12 июня 2012 года он появился на шоу Consejo Mundial de Lucha Libre (CMLL), чтобы официально дать своё благословение второй инкарнации Мистико.

## Персонажи, основанные на Фрае Тормента
На Фрае Тормента основан ряд персонажей фильмов и видеоигр, такие как: Кинг из серии игр Tekken, Громила Вэйк из игр и аниме «Покемон», Тизок из серии Fatal Fury, Леон из серии F-Zero, Греко из Chrono Cross и Начо из «Суперначо».

## Приёмы
- Завершающие приёмы

- Confessional (Figure four leglock)

## Lucha de Apuesta
| Ставка | Победитель    | Проигравший  | Место действия           | Дата           | Примечания                                                                               |
| ------ | ------------- | ------------ | ------------------------ | -------------- | ---------------------------------------------------------------------------------------- |
| Маска  | Фрай Тормента | Ихо де Худас | Нуэво-Ларедо, Тамаулипас | 18 ноября 1990 |                                                                                          |
| Волосы | Фрай Тормента | Bugambilia   | Пачука-де-Сото, Идальго  | 11 января 2011 | Шесть человек друг против друга, в том числе Super Crazy, X-Fly, Bestia 666 и Boy Danger |